# Outsider Tour
Outsider Tour es una gira de conciertos realizada por el músico británico Roger Taylor para promocionar su álbum de 2021, Outsider. La gira, la cual consta de 14 espectáculos, comenzó el 2 de octubre de 2021 en el O2 Academy, Newcastle y finalizará el 22 de octubre de 2021 en el Shepherd's Bush Empire, Londres.

## Antecedentes
El músico británico Roger Taylor anunció la gira de Outsider el 1 de junio de 2021 a través de la página oficial de la banda.

## Repertorio de canciones
Este es el repertorio de canciones de la presentación en Manchester Academy, Inglaterra, el 3 de octubre de 2021.
1. «Strange Frontier»
2. «Tenement Funster»
3. «We're All Just Trying to Get By»
4. «Up»
5. «These Are the Days of Our Lives»
6. «A Nation of Haircuts»
7. «Gangsters Are Running This World»
8. «A Kind of Magic»
9. «Absolutely Anything»
10. «Surrender»
11. «Man On Fire»
12. «Rock It (Prime Jive)»
13. «Under Pressure»
14. «Say It's Not True»
15. «I'm in Love with My Car»
16. «Outsider»
17. «More Kicks (Long Day's Journey into Night... Life)»
18. «Drum Battle»
19. «Foreign Sand»
20. «Radio Ga Ga»

Encore
1. «Rock and Roll»
2. «Heroes»

## Fechas
| Fecha                 | Ciudad      | País       | Lugar                     |
| Europa                | Europa      | Europa     | Europa                    |
| --------------------- | ----------- | ---------- | ------------------------- |
| 2 de octubre de 2021  | Newcastle   | Inglaterra | O2 Academy Newcastle      |
| 3 de octubre de 2021  | Mánchester  | Inglaterra | Manchester Academy        |
| 5 de octubre de 2021  | York        | Inglaterra | York Barbican             |
| 6 de octubre de 2021  | Cardiff     | Galés      | St. David's Hall          |
| 8 de octubre de 2021  | Liverpool   | Inglaterra | O2 Academy Liverpool      |
| 9 de octubre de 2021  | Norwich     | Inglaterra | University of East Anglia |
| 11 de octubre de 2021 | Bath        | Inglaterra | The Forum                 |
| 12 de octubre de 2021 | Bournemouth | Inglaterra | O2 Academy Bournemouth    |
| 14 de octubre de 2021 | Plymouth    | Inglaterra | Pavilions                 |
| 15 de octubre de 2021 | Nottingham  | Inglaterra | Rock City                 |
| 17 de octubre de 2021 | Bexhill     | Inglaterra | De La Warr Pavilion       |
| 19 de octubre de 2021 | Guildford   | Inglaterra | G Live                    |
| 20 de octubre de 2021 | Coventry    | Inglaterra | HMV Empire                |
| 22 de octubre de 2021 | Londres     | Inglaterra | Shepherd's Bush Empire    |